# 謝爾曼 (紐約州村)
謝爾曼（英語：Sherman）是位於美國紐約州學托擴縣的村。

## 人口
根據2020年美國人口普查的數據，謝爾曼的面積為2.10平方千米，皆為陸地。當地共有人口681人，而人口密度為每平方千米324人。